# Michaël Molho
Michaël Molho (né à Salonique en 1891, décédé à Buenos-Aires en 1964) est un rabbin et un historien local originaire de Salonique. Il a publié plusieurs travaux sur l'histoire de la communauté juive de cette ville

## Biographie

### Études
Michaël Molho est issu d'une lignée de rabbins originaires de Livourne. Il naît à Salonique en 1891 et étudie au talmud torah puis à la yeshiva fondée par le rabbin Shabetay El-hasid. En 1907, il commence ses études au séminaire rabbinique Beit Yosef. Il entre parallèlement à l'athénée franco-allemand en 190 puis entre à l'école de droit de l'Empire ottoman qu'il doit quitter lorsque Salonique devient grecque en 1912. 
Il enseigne la grammaire et l'histoire à l'école juive Beit Midrash Ha-ivri, qu'il entend moderniser et agrandir mais l'incendie de 1917 met à mal ses projets. 

### Fonctions communautaires et travaux historiques avant-guerre
À la suite de la mort de son père en 1918 il doit abandonner ses études rabbiniques et se lancer dans le commerce. Parallèlement, il milite dans plusieurs associations sionistes. 
C'est ainsi qu'il est élu secrétaire général de la Fédération sioniste de Grèce en 1921. Dans le cadre de ces fonctions, il se charge de transmettre les demandes de visa au consulat britannique de Salonique et de maintenir les liens avec l'Organisation sioniste mondiale. Il est le directeur de publication de La renacencia giudia (« La renaissance juive ») organe de presse de la Fédération sioniste de presse et écrit aussi pour le quotidien en judéo-espagnol El pueblo.  
À partir de 1928, Michaël Molho entreprend, de concert avec l'historien Joseph Nehama, d'analyser méthodiquement les textes littéraires et rabbinique produits au cours de l'histoire de Salonique. Il recommence à enseigner au talmud torah en 1929, poursuivant parallèlement ses travaux sur l'histoire des Juifs de Salonique et des environs.    
En 1931, Molho commence ses travaux sur le cimetière juif de Salonique. Le cimetière est menacé par des projets de planification urbaine de la municipalité. Molho s'attache par ses travaux d'épigraphie et de recherche historique sur le cimetière à démontrer la valeur patrimoniale de la nécropole afin d'éviter sa destruction.     

### Seconde Guerre mondiale
Lorsque Salonique est occupée par les Allemands en avril 1941, ces derniers pillent sa bibliothèque personnelle riche en manuscrits,  ouvrages rares d'histoire, d'archéologie de religion, en hébreu, judéo-espagnol et français. Il parvient à préserver une partie du fonds en cachant des ouvrages dans un atelier textile familial.Molho continue, au risque de se faire arrêter, de documenter l'histoire du cimetière recensant les tombes, copiant les inscriptions, et ce jusqu'en février 1943 alors que la municipalité grecque a initié le démantèlement de la nécropole à partir de décembre 1942.        
En mars 1943, alors que les premières déportations depuis Salonique ont lieu, Michaël Molho décide de se réfugier, avec sa famille, en Thessalie, région grecque sous occupation italienne. Il emmène aussi une partie de sa bibliothèque, dont des manuscrits en judéo-espagnol et en hébreu. Il s'installe à Vólos où il poursuit ses travaux dans la bibliothèque du rabbin Moshé Pesah. La capitulation italienne de septembre 1943 l'oblige à fuir de nouveau, devant l'imminence de l'arrivée des Allemands dans les anciens territoires sous occupation italienne. Il se réfugie alors à Keramídi, village situé dans une zone montagneuse où il est protégé par les partisans grecs jusqu'à la fin de la guerre.        

### Après-guerre
Molho rentre à Salonique en octobre 1944. La communauté est presque entièrement détruite. 98 % des Juifs sont morts, la plupart en déportation à Auschwitz-Birkenau. Les survivants demandent à Molho d'assurer les fonctions de rabbin dans la seule synagogue encore existante. Il exerce cette charge ainsi que celle d'Av Beth Din jusqu'en 1949. Il s'attache aussi à rédiger un ouvrage documentant la Shoah en Grèce. Le premier tome de In Memoriam: Hommage Aux Victimes Juives Des Nazis en Grèce  parait en 1949.
En raison de tensions au sein de la communauté juive de Salonique et sur l'insistance de ses fils, il émigre à Buenos Aires en Argentine en 1950. Là il exerce les fonctions de rabbin et hazzan au sein de la communauté sépharade de la synagogue Shalom jusqu'en 1951. À partir de cette date, il se consacre entièrement à ses recherches historiques. Pour les besoins de ses travaux il effectue plusieurs voyages de recherche s'étalant sur plusieurs mois à New York, en Espagne, au Vatican. Il se rend en Israël en 1958 où il cherche un temps à s'installer.
Il décède le 16 juillet 1964 à Buenos Aires et est enterré au cimetière sepharade de Bancalari (San Isidro),.
Michaël Molho a donné de son vivant sa documentation et ses archives à l'Institut Arias Montano (es) de Madrid qui a publié deux de ses ouvrages.

## Ouvrages publiés
(avec Joseph Nehama) In memoriam: Hommage aux victimes juives des Nazis en Grèce, Communauté israélite de Thessalonique, 1973 (1re éd. 1949)